# Annabella Sciorra
Annabella Sciorra Gloria Philomena (Brooklyn, New York, 1960. március 24. –) amerikai film-, televíziós és színpadi színésznő.

## Élete és pályafutása
Olasz származású szülők gyermekeként született. Gyermekkorában táncolni tanult, később drámaórákat vett, majd beiratkozott a Hagen-Berghoff Stúdióba és az American Academy of Dramatic Artsba, New Yorkban. Miután elvégezte a South Shore High Schoolt, Annabella főiskolára járt, de otthagyta, hogy folytassa a színészi pályafutását. 1981. november 5-én, húszéves korában megalapította a Brass Ring Theater Companyt.

## Magánélete
1989-től 1993-ig Joe Petruzzi színész felesége volt. 2004 és 2007 között romantikus kapcsolatot tartott fenn a szintén színész Bobby Cannavaléval.

## Filmográfia

### Film
| Év   | Magyar cím                                   | Eredeti cím                    | Szerep                | Magyar hang         |
| ---- | -------------------------------------------- | ------------------------------ | --------------------- | ------------------- |
| 1989 | Boldogító nem                                | True Love                      | Donna                 | Balázs Ági          |
| 1990 | Higgy neki, hisz zsaru                       | Internal Affairs               | Heather Peck          | Tóth Enikő          |
| 1990 | Cadillac Man                                 | Cadillac Man                   | Donna                 | Tóth Enikő          |
| 1990 | Cadillac Man                                 | Cadillac Man                   | Donna                 | Zakariás Éva        |
| 1990 | A szerencse forgandó                         | Reversal of Fortune            | Sarah                 |                     |
| 1991 | Dzsungelláz                                  | Jungle Fever                   | Angie Tucci           | Kökényessy Ági      |
| 1991 | Jobb ma egy zsaru, mint holnap kettő         | The Hard Way                   | Susan                 | Vándor Éva          |
| 1992 | A kéz, amely a bölcsőt ringatja              | The Hand That Rocks The Cradle | Claire Bartel         | Csere Ágnes         |
| 1992 | Suttogások a sötétben                        | Whispers in the Dark           | Ann Hecker            | Pálfi Kata          |
| 1993 | Zűrzavaros éjszakák                          | The Night We Never Met         | Ellen Holder          | Détár Enikő         |
| 1993 | Mr. Wonderful                                | Mr. Wonderful                  | Leonora               | Majsai-Nyilas Tünde |
| 1993 | Mr. Wonderful                                | Mr. Wonderful                  | Leonora               | Csere Ágnes         |
| 1993 | Rómeó vérzik                                 | Romeo is Bleeding              | Natalie Grimaldi      | Kiss Eszter         |
| 1995 | Irány a Mississippi!                         | The Cure                       | Linda                 | Bertalan Ágnes      |
| 1995 | Menekülés a pokolból                         | The Addiction                  | Casanova              |                     |
| 1996 | Ártatlan álom                                | The Innocent Sleep             | Billie Hayman         | Vándor Éva          |
| 1996 |                                              | Underworld                     | Dr. Leah              |                     |
| 1996 | A temetés                                    | The Funeral                    | Jeanette              | Györgyi Anna        |
| 1997 | Kisvárosi intrikák                           | Little City                    | Nina                  | Majsai-Nyilas Tünde |
| 1997 |                                              | Destination Anywhere: The Film | Dorothy               |                     |
| 1997 | Cop Land                                     | Cop Land                       | Liz Randone           | Farkasinszky Edit   |
| 1997 |                                              | Mr. Jealousy                   | Ramona Ray            |                     |
| 1997 |                                              | Highball                       | Molly                 |                     |
| 1998 | New Rose Hotel                               | New Rose Hotel                 | Madame Rosa           | Tátrai Zita         |
| 1998 | Csodás álmok jönnek                          | What Dreams May Come           | Annie Collins-Nielsen | Tóth Enikő          |
| 2000 | Minden gyanú felett (A maffia feketelistája) | Above Suspicion                | Lisa Stockton         |                     |
| 2000 |                                              | King of the Jungle             | sellő                 |                     |
| 2000 | Egyszer az életben                           | Once in the Life               | Maxine                | Zsigmond Tamara     |
| 2001 |                                              | Domenica                       | Betibù                |                     |
| 2001 |                                              | Sam the Man                    | Cass                  |                     |
| 2004 | Szabadság, szerelem                          | Chasing Liberty                | Cynthia Morales       | Incze Ildikó        |
| 2004 |                                              | American Crime                 | Jane Berger           |                     |
| 2005 | Tizenkettő                                   | 12 and Holding                 | Carla Chuan           |                     |
| 2006 | Védd magad!                                  | Find Me Guilty                 | Bella DiNorscio       | Kéri Kitty          |
| 2006 |                                              | Marvelous                      | Lara                  |                     |
| 2012 |                                              | A Green Story                  | Chloe                 |                     |
| 2013 |                                              | The Maid's Room                | Mrs. Crawford         |                     |
| 2014 |                                              | Don Peyote                     | Giulietta             |                     |
| 2014 |                                              | Friends and Romans             | Angela DeMaio         |                     |
| 2014 |                                              | Wishin’ and Hopin’             | Ma                    |                     |
| 2015 |                                              | Stranger in the House          | Mrs. Menabar          |                     |
| 2015 |                                              | Alto                           | Sofia Del Vecchio     |                     |
| 2016 |                                              | Back in the Day                | Mary                  |                     |
| 2019 | A bűn királynői                              | The Kitchen                    | Maria Coretti         |                     |
| 2021 |                                              | Before I Go                    | Samantha              |                     |

### Televízió
| Év        | Magyar cím                               | Eredeti cím                         | Szerep                            | Megjegyzések                                                  |
| --------- | ---------------------------------------- | ----------------------------------- | --------------------------------- | ------------------------------------------------------------- |
| 1988      | Mamma Lucia                              | The Fortunate Pilgrim               | Octavia                           | minisorozat (3 epizód)                                        |
| 1991      |                                          | Prison Stories: Women on the Inside | Nicole                            | tévéfilm                                                      |
| 1995      | Három tökjó bűnbeesés                    | Favorite Deadly Sins                | Brenda                            | tévéfilm                                                      |
| 1997      | Asteroid – Ránk szakad az ég             | Asteroid                            | Dr. Lily McKee                    | tévéfilm                                                      |
| 2001      | Angyali érintés                          | Touched by an Angel                 | Dr. Sarah Conover                 | 1 epizód                                                      |
| 2001      | Töretlen hit                             | Jenifer                             | Meredith Estess                   | tévéfilm                                                      |
| 2001–2004 | Maffiózók                                | The Sopranos                        | Gloria Trillo                     | visszatérő- és vendégszereplő                                 |
| 2003      | Bírósági mesék                           | Queens Supreme                      | Kim Vicidomini bírónő             | főszereplő (13 epizód)                                        |
| 2005      | Esküdt ellenségek: Az utolsó szó jogán   | Law & Order: Trial by Jury          | Maggie Dettweiler                 | 1 epizód                                                      |
| 2005–2006 | Esküdt ellenségek: Bűnös szándék         | Law & Order: Criminal Intent        | Carolyn Barek nyomozónő           | főszereplő (5. évad)                                          |
| 2007      | L                                        | The L Word                          | Kate Arden                        | visszatérő szereplő (4. évad)                                 |
| 2007      | Vészhelyzet                              | ER                                  | Diana Moore                       | 2 epizód                                                      |
| 2009      | Észvesztő                                | Mental                              | Nora Skoff                        | főszereplő                                                    |
| 2010      |                                          | The Whole Truth                     | Madeline Landon                   | 1 epizód                                                      |
| 2012      | A férjem védelmében                      | The Good Wife                       | Lesli Rand                        | 1 epizód                                                      |
| 2013      | CSI: A helyszínelők                      | CSI: Crime Scene Investigation      | Nancy Brass                       | 2 epizód                                                      |
| 2013–2023 | Zsaruvér                                 | Blue Bloods                         | Dr. Grace Meherin / Faith Marconi | 5 epizód                                                      |
| 2014      | Taxi                                     | Taxi Brooklyn                       | Jeanette Vandercroix              | 1 epizód                                                      |
| 2017      |                                          | Bull                                | Shelly Giordano                   | 1 epizód                                                      |
| 2018      | Luke Cage                                | Luke Cage                           | Rosalie Carbone                   | 2 epizód                                                      |
| 2018      | Daredevil                                | Daredevil                           | Rosalie Carbone                   | 2 epizód                                                      |
| 2018      | GLOW                                     | GLOW                                | Rosalie Biagi                     | visszatérő szereplő (2. évad)                                 |
| 2019–2020 |                                          | Truth Be Told                       | Erin Buhrman                      | visszatérő szereplő (1. évad)                                 |
| 2021      | Esküdt ellenségek: Különleges ügyosztály | Law & Order: Special Victims Unit   | Carolyn Barek                     | 1 epizód                                                      |
| 2021      | New Amsterdam                            | New Amsterdam                       | Dr. Romy Lucio                    | - visszatérő szereplő (3. évad) - magyar hangja: - Vándor Éva |
| 2021      |                                          | Godfather of Harlem                 | Fay Bonanno                       | visszatérő szereplő (3. évad)                                 |
| 2021      | Feketelista                              | The Blacklist                       | Michaela Belucci                  | 1 epizód                                                      |
| 2022      | Tulsa királya                            | Tulsa King                          | Joanne Manfredi                   | 3 epizód                                                      |

### Színház
- David Rabe – Those The River Keeps
- Eve Ensler – A Vagina Monológok (The Vagina Monologues)
- Betty Shamieh – Roar (2004)[12]

### Videóklip
- New Order – Round and Round (1989)[13]

## Fordítás
- Ez a szócikk részben vagy egészben  az   Annabella Sciorra című angol Wikipédia-szócikk fordításán alapul.  Az eredeti cikk szerkesztőit annak laptörténete sorolja fel. Ez a jelzés csupán a megfogalmazás eredetét és a szerzői jogokat jelzi, nem szolgál a cikkben szereplő információk forrásmegjelöléseként.